# Stjepko Gut

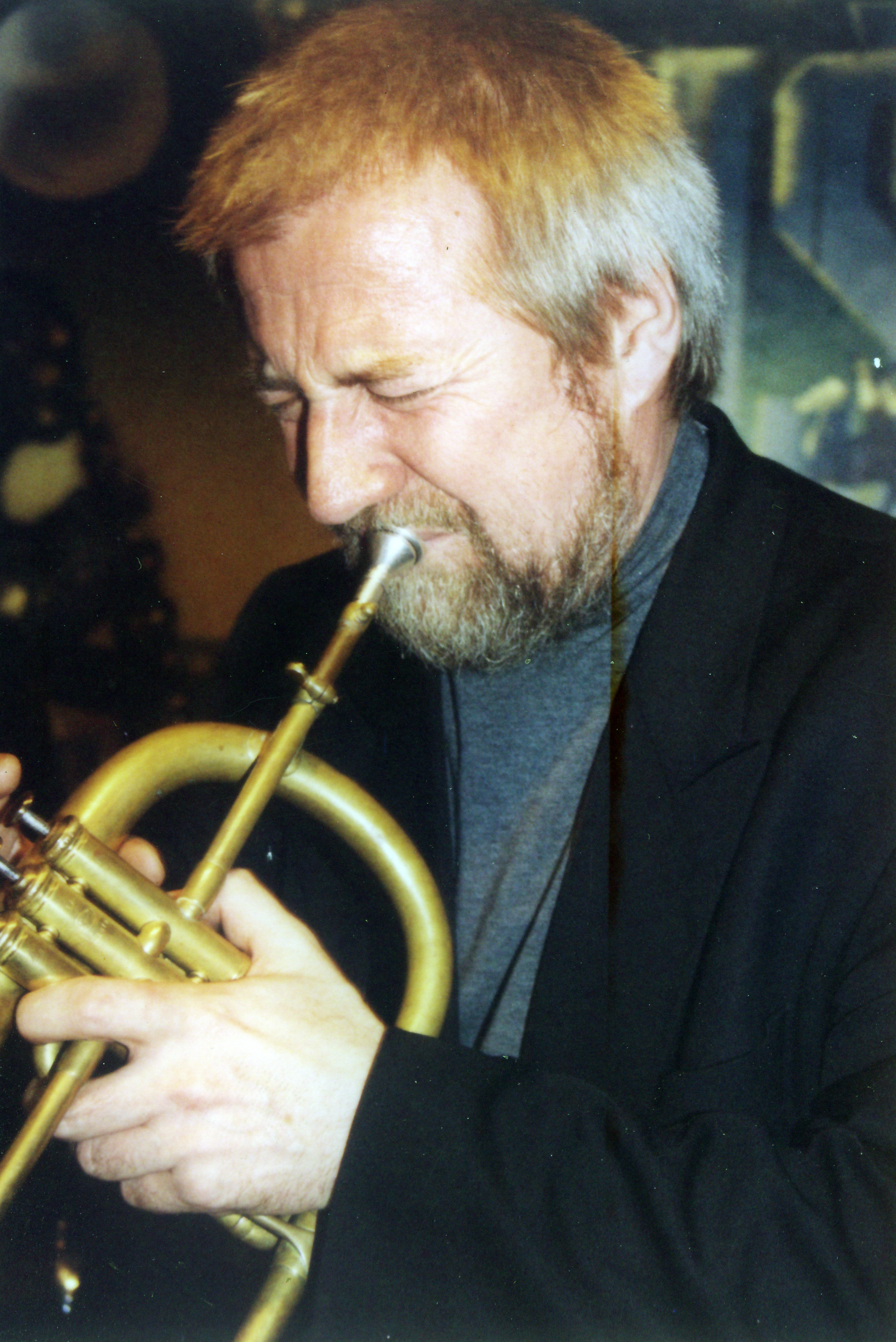
Stjepko Gut

Stjepko „Steve“ Gut (* 15. Dezember 1950 in Ruma) ist ein serbischer Jazzmusiker (Trompete, Flügelhorn, Bigband-Leader).

## Werdegang
Gut studierte  an der Swiss Jazz School in Bern und am Berklee College of Music in Boston. Er spielte im Orchester von Radio Novi Sad, war Mitglied der Band von Woody Herman, der RTB Big Band und gehörte 1981 und 1982 zu Lionel Hamptons All Stars.
Seit 1980 leitete er zunächst ein Sextett mit Milivoje Marković.  Seit 1984 lehrte er an der Universität für Musik und darstellende Kunst Graz Ensemblespiel und Big Band und leitete die dortige MHS Big Band, die auf wichtigen europäischen Festivals auftrat und beim Jazzfestival 1993 in Wien den 1. Österreichischen Big Band Wettbewerb gewann. Auch wurde er Leiter des Jazzorchesters von Radio-Televizija Srbije. Als Sideman gehörte er von 1984 bis 2010 zur Bigband von Clark Terry; weiterhin arbeitete er u. a. mit Horace Parlan, Vince Benedetti, Sal Nistico, Wild Bill Davis, Curtis Fuller, Mark Murphy und Charly Antolini.

## Diskographie
- Mc. C.T. mit Joe Baudisch, Michael Blam, Renato Chicco, Wayne Darling, Dusko Goykovich, Manfred Josel, Fritz Pauer, Alvin Queen, Zvonimir Skerl, Clark Terry, rec. 1982–94; ed. 1995  (Timeless)[4]
- Sketches of Balkan 1995 (Timeless, mit Alex Jaćimović, Peter Mihelič, Predrag Revišin, Luka Bošković)
- Steve Gut & RTB Big Band, rec. 1983–85, ed. 2000 (Timeless)